# 25. домобрански пјешадијски пук
25. домобрански загребачки пјешадијски пук (хрв. 25. domobranska zagrebačka pješačka pukovnija, мађ. Zágrábi 25. honvéd gyalogezred, њем. Zagraber Landwehr-Infanterie-Regiment Nr.25) био је пјешадијски пук Краљевског хрватског домобранства, оружаних снага Краљевине Хрватске и Славоније, које су биле дио Оружаних снага Аустроугарске.
Штаб пука се налазио у Загребу, гдје је уједно био и штаб 1. и 3. батаљона, док је штаб 2. батаљона био у Вараждину.

## Историја
Јединица је образована 1889. на основи 25. пјешадијске полубригаде, која је основана 1874. на основи 79, 80. и 83. домобранске чете. Команду над пуком 1914. преузео је пуковник Аустроугарске војске Анте Матасић, који је исте године укључен у састав 42. домобранску пјешадијску „вражју” дивизију. Дивизија је у свом саставу имала 14 хиљада људи, а њом је командовао генерал-пуковник Стјепан Саркотић. Ова војна јединица била је једна од највећих јединица у историје Хрватске.
25. пук је свој борбени пут започео у Срему, учествујући у првим биткама Првог свјетског рата: учествовао је у Церској и Колубарској бици против Српске војске, гдје је претпио пораз. Од 1915. дјеловао је у Галицији против Руске императорске војске; штаб се налазио у селу Глибовка (данас Богородчански рејон Ивано-Франковске области), а претрпио је велике губитке због руске офанзиве у љето 1916. године. Почетком 1918. пук је у саставу дивизије упућен у Италију, гдје наставио са службом до краја рата.
У децембру 1918. јединице 25. пука, искористивши метеж у распадућој Аустроугарској, ступиле су у борбу с угарским трупама за Међимурје и поразиле их. У тим борбама су се на страни хрватских домобрана борили 25. и 26. пјешадијски пук, као и 53. и 96. пјешадијски пук аустроугарске Заједничке војске.

## Распуштање
Држава Словенаца, Хрвата и Срба образована је 1918. и тиме је уједно започет процес распуштања Краљевског хрватског домобранства. У 13 часова 5. децембра припадници 25. пука изашли су на Трг бана Јелачића у Загребу, протествујући против распуштања домобранства. Заједно са грађанима истакли су неколико хрватских застава, узвикујући „Република” и „Хрватска”. Међутим, на њих је с околних кровова отворена ватра из пушака и митраљеза. У пуцњави је погинуло 13 људи, а 17 је рањено.
Почетком 1919. 25. и 26. пук су ипак укинути, а њихови припадници су наставили највећим дијелом да служе у Југословенској војсци. Према ријечима Мирослава Крлеже, који је и сам служио у пуку, 25. пук је имао 14 хиљада погинулих војника (26. пук — 20 хиљада погинулих, а 53. пук — 18 хиљада), али тачни подаци о погинулим и рањеним још увијек нису установљени. Архиви са подацима о припадницима Хрватског домобранства чувају се у Бечу, Будимпешти и Београду.

## Састав
Према саставу из 1914. национални састав пука био је сљедећи: 97% Хрвата и Срба, 3% осталих народности Аустроугарске.

## Познати припадници
- Јосип Броз Тито[12] — наредник пука. Током Галичке битке заробили су га Руси.
- Мирослав Крлежа — официр у резервном саставу. Своје сјећања је одразио у роману „Заставе”.
- Иван Томашевић — капетан пука. Касније је служио у Југословенској војсци (пуковник) и Хрватском домобранству (генерал).